# Cuti Carabajal
Saúl Belindo Carabajal, més conegut com a Cuti Carabajal (La Banda, 3 de març de 1947) és un cantant, autor i compositor argentí.

## Biografia
Inicios
És el petit dels dotze fills de María Luisa Paz i Francisco Rosario Carabajal, família de tradició musical folklòrica. És germà de Carlos, Agustín i oncle de Roberto, amb qui va conformar el duo Cuti i Roberto Carabajal durant més de trenta anys. Als dotze anys al costat de Kali va conformar el duo «Los Changuitos».
Las Voces de Salavina
Amb els seus germans Agustín i Raúl i el seu nebot Kali van formar, en 1964, el grup Las Voces de Salavina, com a homenatge a Los Cantores de Salavina, que van morir en un accident de trànsit a la Ruta Nacional 3, grup que era compost per Antonio Ramírez, Víctor Quinteros, que s'havia incorporat feia uns mesos com a substitut d'Agustín Carabajal, i els germans Luciano i Osvaldo Duthu, aquest últim l'únic supervivent del sinistre.
Los Carabajal

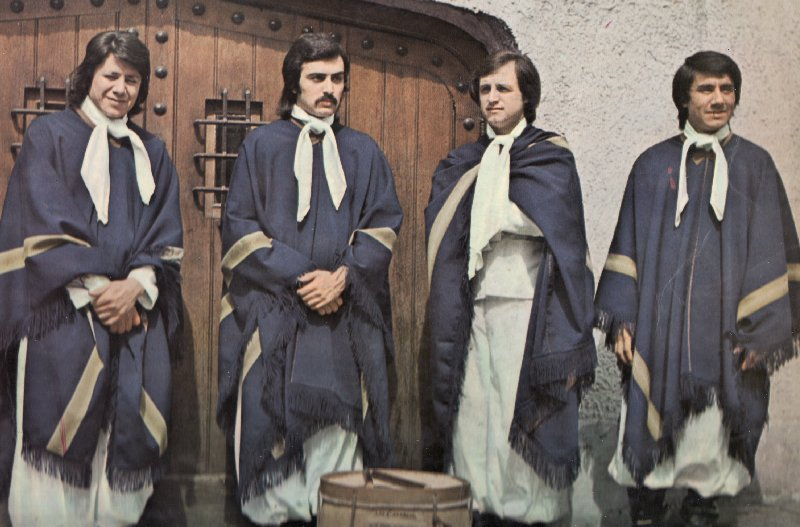
Àlbum de 1973 Vamos a andar la noche con... Los Carabajal. D'esquerra a dreta: Kali Carabajal, Oscar Testa, Oscar Evangelista, Cuti Carabajal.

Va ser membre de la primera formació del grup Los Carabajal ingressant quan tenia vint anys. Poc temps després es va retirar fins a 1972 quan va tornar a incorporar-se al grup —per aquest llavors conformat per Kali, Agustín i Oscar Testa— en reemplaçament de Mario Carabajal. Després s'incorporaria Oscar Evangelista.
Durant la seva permanència en el grup es van publicar els àlbums Los Carabajal (1972), Vamos a andar la noche con... Los Carabajal (1973), La ñaupa ñaupa (1975), De monte adentro (1976). Va romandre fins a 1978, any en què es va unir a Los Manseros Santiagueños.
Los Manseros Santiagueños
Des de 1978 fins a 1984 va formar part de Los Manseros Santiagueños, cconjunt format inicialment per Leocadio Torres, Onofre Paz, Manuel Jaime i Domingo Rojas. Després d'una separació i subsegüents problemes amb la propietat del nom del grup, Cuti va ser convocat per Onofre Paz que al costat de Leocadio Torres havien incorporat a Guillermo Reynoso. Amb ells va gravar els àlbums Sangre de mistol (1979), Santiago querido amb Leo Dan (1980), De La Banda a Santiago (1980), 20 años de Los Manseros Santiagueños (1981), Grandes éxitos de Los Manseros Santiagueños (1982), Tiempo chango (1984) i Bodas de plata (1984), que van incloure cançons de la seva autoria.  Després d'aquesta etapa va tornar a incorporar-se a Los Carabajal amb els quals va continuar fins a 1988 quan va decidir formar un dueto amb Roberto Carabajal.
Cuti i Roberto Carabajal
En 1988 va néixer el duo Cuti i Roberto Carabajal, oncle i nebot amb molt pocs anys de diferència en la seva edat. D'aquest duet van ser publicats vint-i-cinc àlbums, amb una gran quantitat de cançons de la seva autoria; el primer va ser Ahora, el 1989. Familiarmente, de 1993, va obtenir un disc d'or per les seves vendes. Als tradicionals bombos legüeros i guitarres criolles van agregar instruments que no solen utilitzar-se en la música folklòrica argentina, com la guitarra elèctrica, el saxòfon i la bateria.
Van fer una versió cantada del poema El Gaucho Martín Fierro de José Hernández, publicada en l'àlbum de 2001 El Martín Fierro, musicalizada amb ritmes folklòrics variats, que anys més tard seria reeditada per “Los Carabajales”, a finals de 2018.
Buenas y santas (2003) és un altre àlbum del duo que es destaca perquè participen dones cantants com Marilina Ross, María Graña, Sandra Mihanovich, Marcela Morelo, Estela Raval, Roxana i Graciela Carabajal, Julia Zenko i Soledad Pastorutti, entre d'altres, interpretant chacareras. En 2014 van publicar un segon àlbum, Buenas y santas Vol. 2 amb un nou grup de cantants.
Cuti Carabajal en Familia
El 2016 va crear una nova formació, Cuti Carabajal en Familia, amb Dipi, Juan, Florián, Mariela i Graciela Carabajal, que es va presentar com a espectacle per primera vegada en el Centre Cultural de Comodoro Rivadavia durant la celebració del Bicentenari de la Independència de l'Argentina.

## Obres
Prolífic autor i compositor amb més de 270 obres registrades en la Sociedad Argentina de Autores y Compositores, algunes en col·laboració amb reconeguts artistes de les lletres com Oscar Valles, Roberto Ternán i Pablo Raúl Trullenque i compositors com Carlos Carabajal i Onofre Paz.
Com lletrista i compositor va crear «Aquel tiempo de mi infancia», «Vidala a la Telesita», «Cuequita sin penas», «Coplas para mi hermano» de la que es va gravar una versió de Los Manseros Santiagueños amb Leo Dan, «Mi razón, mi niñez», «A Francisco Rosario» —lletra dedicada al seu pare—, «Cosas que he vivido», «Vuelvo a amarte mi pueblo» —interpretada por Abel Pintos—, «Qué pena chacarera», «Zamba para un bailarín» —dedicada a Carlos Saavedra, “pare del ball folclòric santiagueño”—, «Gracias Buenos Aires» (tango), «Monedas en el alma» (escondido), «Cuando lejos me encontré», «Me queda esta chacarera», «Para ti santiagueña», entre d'altres.
Com a compositor li va posar música a poemes de Pablo Raúl Trullenque —«La pucha con el hombre», «Ciudad de La Banda», «Flor de ceniza», «Serenata a Santiago», «Sembrador de taperas», «Santiago chango moreno», «Romance en zamba», «Cuando me abandone mi alma» —interpretada per Julia Zenko, Soledad, Los Tucu Tucu—; d’Oscar Valles —«La sachapera», «Gatito del dulce amor», «Para qué me habrás mirado»—; de Roberto Juan Ternavasio (Ternán) —«Pedime que vuelva», «Agüita de río», «Al valle de Punilla», «Sangre de mistol», «Dejame que me vaya» interpretada por Mercedes Sosa, el Chaqueño Palavecino i Los Nocheros—; de Julio César Bissio (Julio Fontana) —«A los maestros rurales», «El cumpleaños de la abuela» (música compuesta por Cuti y Roberto)—; d’Ariel Petrocelli —«Santiago al sur»—; de Cristóforo Juárez —«Te dije que no he´i de volver», «Vidala del regreso», «Romance de los caminos», «Chacarera para Agustín», «Allá lejos» (coneguda com «Fue allá lejos» i interpretada per Pablo Carabajal i Sanavirones)—; de Marcelo Ferreyra —«Hermano coplero» (amb versions d’Alfredo Ábalos i el Dúo Coplanacu, «El Tata Bombo»—; del poeta bandeño Felipe Rojas —«Verano de ausencia», «Estoy pensando», «Madre del bombo»—; de Celeste Carballo —«Cuando seamos del amor».

## Reconeixements
- En 2016 va ser declarat Ciutadà Il·lustre de La Banda, per la seva trajectòria com a autor i compositor.[2]
- Premi Juana Azurduy de Padilla, atorgat pel Congrés de la Nació Argentina en reconeixement de la seva trajectòria artística.[13]
- El 2024 fou nominat al Goya al millor actor revelació per la seva aparició a La estrella azul